# Lambert Sustris
Lambert Sustris (Amsterdam, 1515-1520 circa – Padova?, 1584 circa) è stato un pittore olandese, fu padre di Friedrich Sustris.

## Biografia
Si formò a Utrecht o a Haarlem nell'ambiente di Jan van Scorel o di Maarten van Heemskerck.
In giovane età visitò Roma, come è confermato dalla scoperta della sua firma nella Domus Aurea, e Venezia, dove entrò nell'atelier di Tiziano. In quanto membro dell'entourage del celebre pittore, partecipò nel 1548 e nel 1550 alla Dieta di Augusta, dove tornò nel 1542 ed ebbe l'opportunità di ritrarre numerosi nobili della Svevia, come quelli della famiglia Vöhlin. A partire dal 1543 dipinse il ciclo di affreschi della Villa dei Vescovi a Luvigliano di Torreglia.
Tra il 1548 ed il 1553 si recò più volte ad Augusta; a questo periodo risalgono i numerosi ritratti eseguiti per nobili e clero. Per il cardinale Otto Truchsess von Waldburg realizzò un Battesimo di Cristo ora nel museo di Caen.
Negli anni sessanta si stabilì a Padova, dove morì verosimilmente, in un anno imprecisato dopo il 1568.

## Stile
Fu importante soprattutto come pittore di paesaggi. La sua particolare fusione tra stile olandese e italiano fu un decisivo modello per lo sviluppo dei paesaggi ideali del XVII secolo.

## Opere
- Battesimo di Cristo, Musée des Beaux-Arts, Caen
- Giuditta ed Oloferne, Palais des Beaux-Arts, Lilla
- Noli me tangere, Palais des Beaux-Arts, Lilla
- Venere e Amore, Museo del Louvre, Parigi

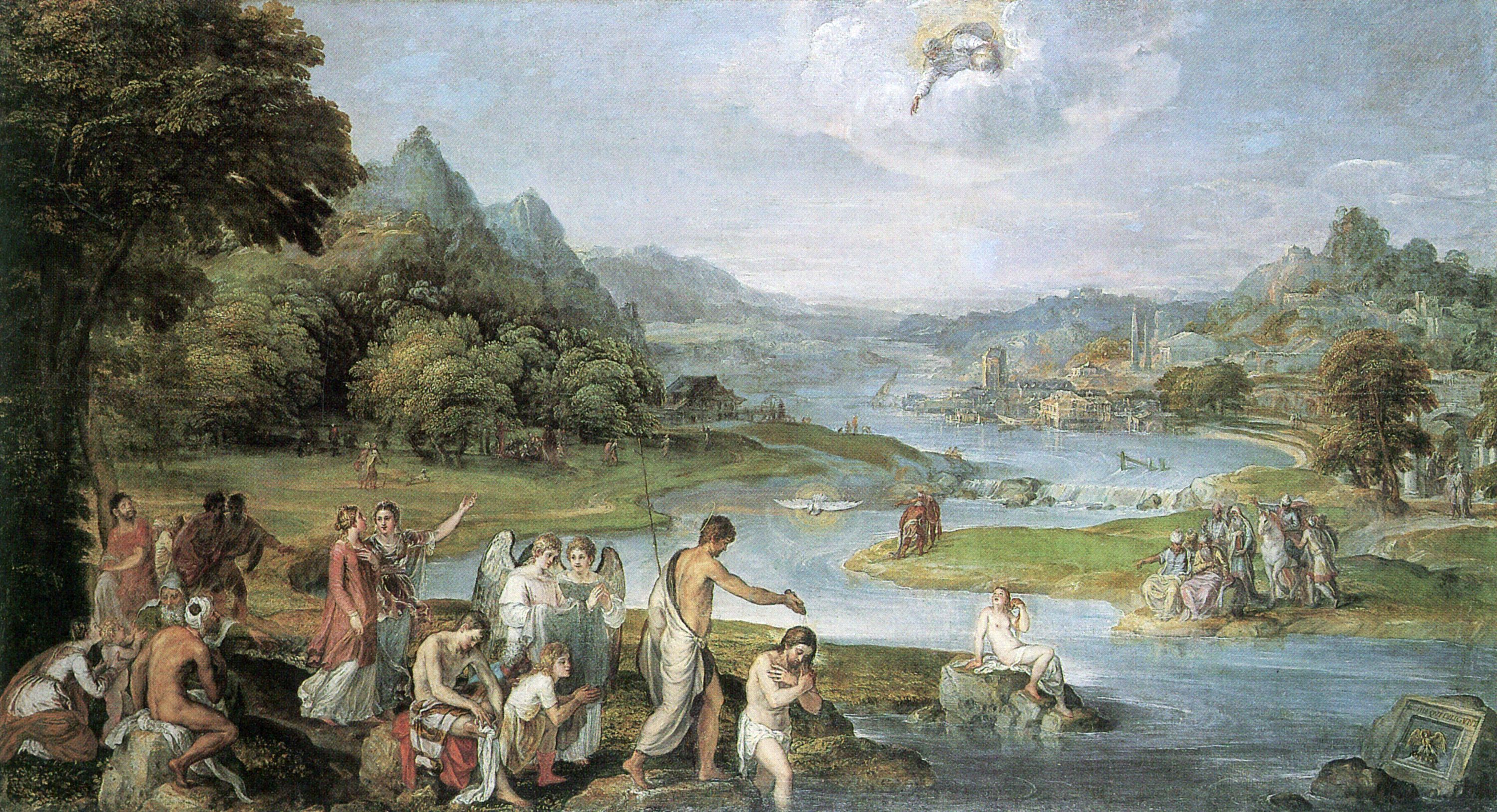
Battesimo di Cristo
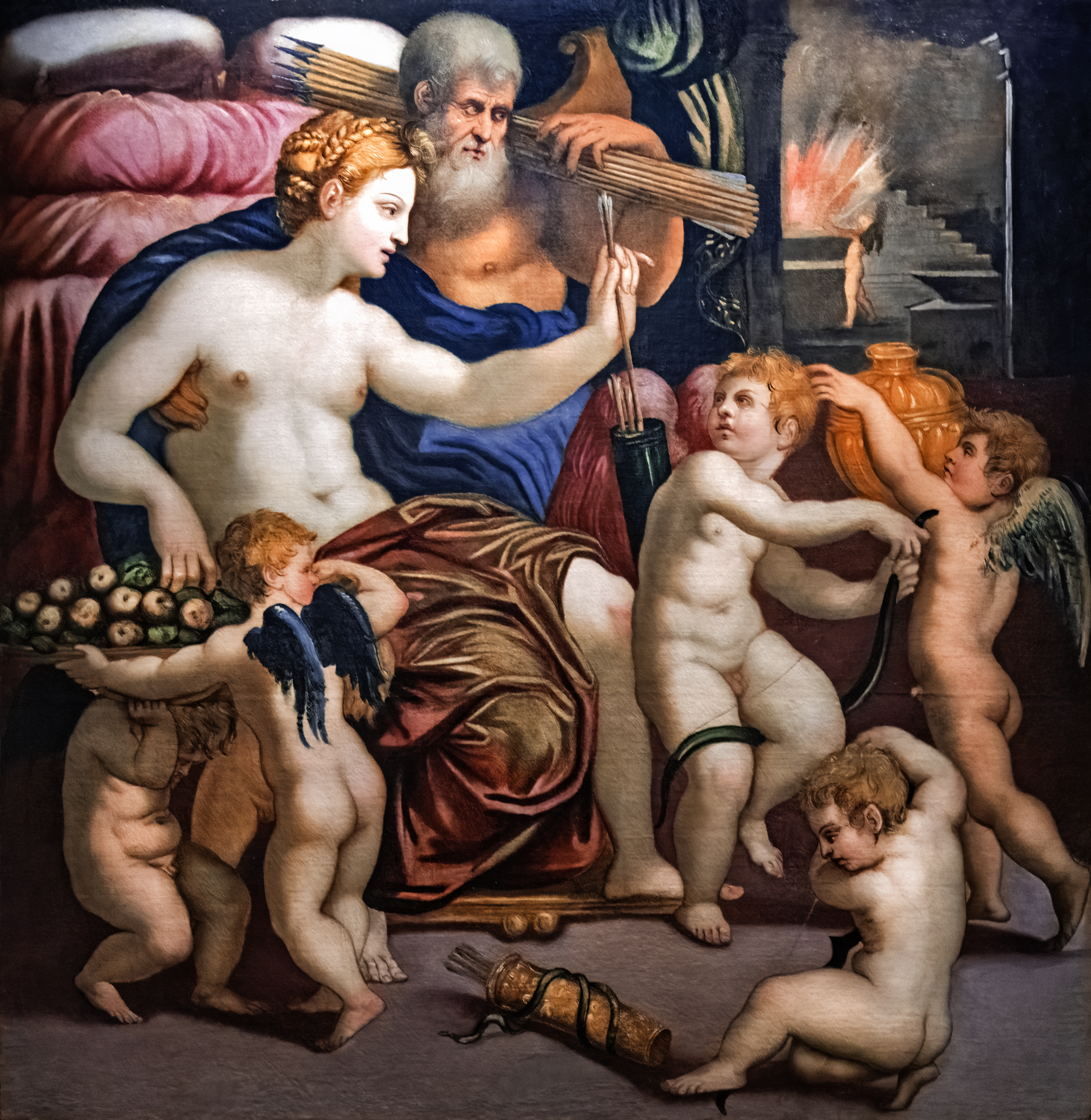
Vulcano con Venere che arma l'Amore Museo Civico di Santa Caterina Treviso
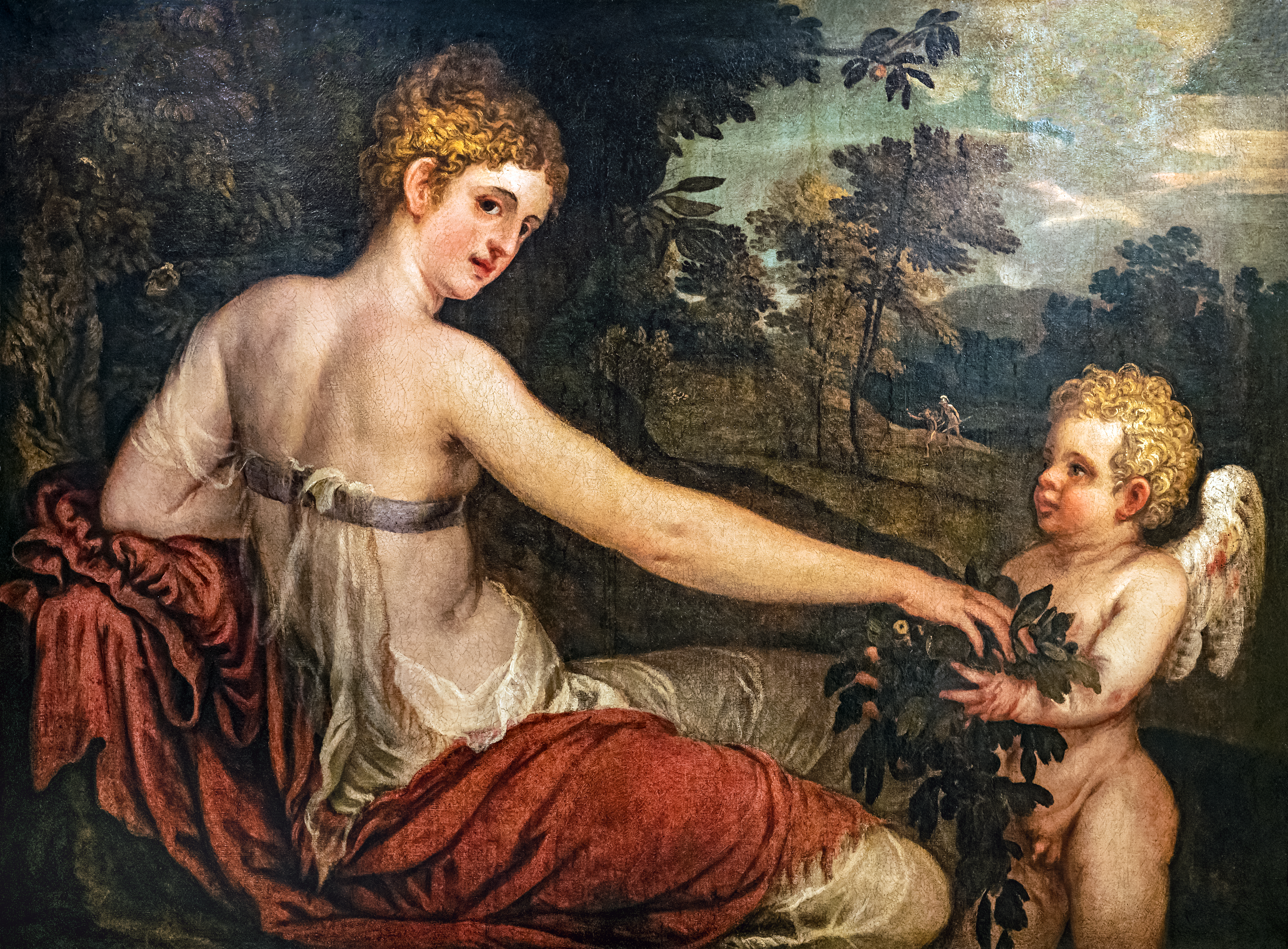
Flora con un amorino in un Paesaggio Ca' Rezzonico, Venezia
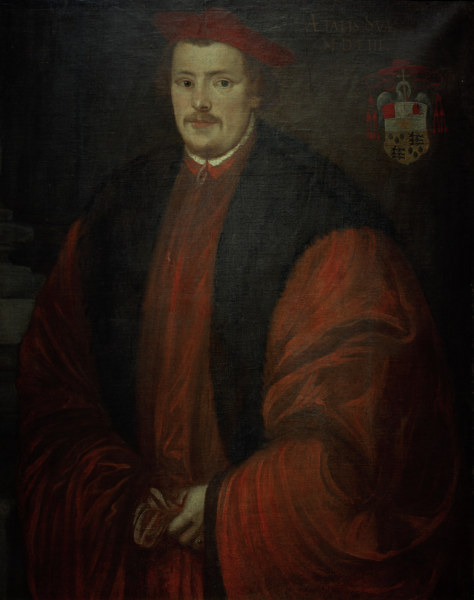
Ritratto del cardinale Otto Truchsess von Waldburg, Castello di Zeil